# 제주 일출봉 해안 일제 동굴진지
제주 일출봉 해안 일제 동굴진지(濟州 日出峯 海岸 日帝 洞窟陣地)는 대한민국 제주특별자치도 서귀포시 성산읍에 있는 일제강점기의 전쟁관련시설이다. 2006년 12월 4일 대한민국의 국가등록문화재 제311호로 지정되었다.

## 개요
1945년 무렵 건립된 이 시설물은 제주도민들보다는 다른 지방 주민들, 특히 전남 지방 광산 노동자들이 대거 동원되어 구축되었다. 1기는 ‘王’자형, 나머지는 ‘一’자형으로 모두 18곳으로 구성되어 있다. 이 가운데 일자형 동굴진지는 일본군이 연합군 함대를 향해 자실 폭파 공격을 하기 위한 소형선박을 보관하기 위한 격납고로 구축되었다. 시설 부대와 주둔 부대 등에 대한 기록이 분명하게 남아 있어 일본군 주둔 실상과 침략 야욕을 생생히 보여주고 있다.

## 같이 보기
- 성산일출봉 천연보호구역

## 참고 자료
- 제주 일출봉 해안 일제 동굴진지 - 국가유산청 국가유산포털